# أوريبي نيكاوا
أوريبي نيكاوا (باليابانية: 新川 織部) (16 يوليو 1988 في غيفو في اليابان – )؛ هو لاعب كرة قدم ياباني سابق كان يلعب كمهاجم.

## وصلات خارجية
- أوريبي نيكاوا على موقع رابطة كرة القدم اليابانية للمحترفين (اليابانية)
- أوريبي نيكاوا على موقع قاعدة بيانات كرة القدم.إي يو (الإنجليزية)
- أوريبي نيكاوا على موقع Soccerway.com (الإنجليزية)
- أوريبي نيكاوا على موقع عالم كرة القدم.نت (الإنجليزية)
- أوريبي نيكاوا على موقع كووورة